# Atanásio II de Constantinopla
Atanásio II de Constantinopla (em grego: Αθανάσιος Β΄) foi o patriarca grego ortodoxo de Constantinopla entre 1450 e 1453. 

## Tradição
Atanásio era o abade do mosteiro dos "Peribleptos" quando foi eleito patriarca, uma eleição que contou com a participação de representantes das igrejas de Alexandria, Antioquia e Jerusalém e realizada na Igreja de Santa Sofia após Gregório III Mammas ter fugido em 1450. De acordo com as minutas deste sínodo, o patriarca Atanásio foi ordenado pelos bispos de Cízico, Nicomédia e Niceia.

## Problema da sucessão
As minutas do sínodo desapareceram e tanto a eleição de Atanásio II quanto a própria existência da reunião foram colocadas em xeque por causa da confusão religiosa que reinava em Constantinopla nos anos finais antes da queda do Império Bizantino.
Em sua obra, o bizantinista Venantius Grumel exclui Atanásio II de sua lista de patriarcas ecumênicos de Constantinopla, mas o inclui para justificar a numeração dos títulos de seus homônimos sucessores. De acordo com Vitalien Laurent, outro especialista na história religiosa bizantina, "o patriarca Atanásio II, registrado em todos os catálogos, é um mito, assim como o sínodo de 1450, cujos atos apenas o mencionam" e "Uma solenidade de Gregório Mammas em Santa Sofia é lembrada em dezembro de 1452 e ele é o último patriarca antes da queda. Atanásio jamais existiu".